# Zelfregulering (bestuur)
Er is sprake van zelfregulering als een regeling voor een bepaalde sector of beroepsgroep door deze zelf wordt opgesteld, uitgevoerd en gehandhaafd. Dit is een aanvulling op of alternatief voor regulering door de overheid.

## Vormen
De door middel van zelfregulering opgestelde normen kunnen vele vormen aannemen, zoals:
- Gedragscodes
- Erkenningsregelingen
- Keurmerken
- Kwaliteitsstandaarden
- Richtlijnen en aanbevelingen
- Governance-code(s) voor goed ondernemingsbestuur
- Klachtenregelingen
- Certificatie
- Herenakkoorden

## Voordelen van zelfregulering
Als voordelen van zelfregulering ten opzichte van overheidsregulering worden genoemd:
- De sector heeft meer kennis (dan de overheid) die vereist is om goede regels te maken.
- Zelfregulering komt sneller tot stand en is flexibeler dan regulering.
- Het draagvlak bij de private partijen om zich eraan te houden is aanzienlijk groter, omdat de normering als redelijk wordt ervaren.
- Verlichting van de overheidstaken: de overheid hoeft de regels niet op te stellen en niet toe te zien op de naleving.
- Minder beperkende regulering voor de sector.

Als voordelen ten opzichte van een situatie zonder enige regulering worden genoemd:
- Het vergroot het vertrouwen van de klanten van de sector.
- Het verbetert het imago van de sector.
- Bijdrage aan maatschappelijk verantwoord ondernemen.

## Nadelen
Als mogelijke nadelen van zelfregulering worden wel genoemd:
- De noodzaak tot consensus domineert bij de opstelling van de zelfregulering. Dit kan ten koste gaan van de kwaliteit van het uiteindelijke resultaat.
- Zelfregulering lukt soms niet door de grote variëteit aan marktpartijen.
- Er zijn te weinig partijen betrokken bij de zelfregulering, meestal alleen de marktpartijen. In dat geval is het draagvlak binnen de sector weliswaar groot, maar het bredere maatschappelijke draagvlak kan alsnog beperkt zijn.
- Zelfregulering komt niet democratisch tot stand, en mist daarmee de democratische legitimiteit die bij regulering wel verzekerd is.
- Als de regels worden gemaakt door dezelfde partij die de geschillenbeslechting doet, ontbreekt de machtenscheiding die bij regulering wel is gewaarborgd.
- De overheid heeft minder greep op de uitkomst.
- Zelftoezicht wil nog weleens falen. Beperkte afdwingbaarheid. De handhaving kan gebrekkig zijn.
- Door zelfregulering kan de industrie de inhoud van de normen in voor hun gunstige zin vastleggen en zijn eigen belangen nastreven in plaats van publieke belangen.

## Voorwaarden
Als voorwaarden voor zelfregulering worden genoemd:
- Er moet binnen de branche een bepaald niveau van kennis aanwezig zijn.
- Er moet draagvlak zijn binnen de sector.
- De organisatiegraad moet voldoende zijn.
- Er moet een goede handhaving zijn.

## De praktijk
Zelfregulering wordt binnen zeer vele branches, sectoren en beroepsgroepen toegepast, bijvoorbeeld op de terreinen van:
- Journalistiek - door middel van de Raad voor de journalistiek
- Banken ontwikkelden na de bankencrisis de Code banken, die o.a. de beloning van bankbestuurders reguleert.
- Reclame en alcoholreclame - door middel van de Nederlandse Reclame Code.
- Media - onder andere door middel van de kijkwijzer.
- Filmkeuring ligt in handen van distributeurs zelf.
- Telemarketing
- Makelaars
- Incassobureaus
- Zorg

De meningen over het succes van de toegepaste zelfregulering lopen sterk uiteen. Met grote regelmaat zijn er partijen die stellen dat zelfregulering binnen een bepaalde sector heeft gefaald. Dit is onder andere beweerd over:
- De telemarketingbranche, die een bel-me-niet register instelde dat onvoldoende functioneerde. Uiteindelijk kwam alsnog een wettelijk voorgeschreven register.
- De bancaire sector, die een eigen governance code kent, maar desondanks zelf onvoldoende zou hebben bijgedragen aan een meer gematigd beloningsbeleid.
- De makelaardij, waar binnen de branche ontwikkelde certificeringsregelingen niet konden voorkomen dat kwaadwilligen en onkundigen als makelaar optraden.
- De voedingsindustrie, die zelf onvoldoende zou hebben bijgedragen aan gezonder voedsel.
- De zorg, waar de sector zelf niet voldoende kwaliteitsnormen zou hebben ontwikkeld.
- De sms-gedragscode, die consumenten onvoldoende beschermde tegen ongewenste sms-diensten.
- Kinderopvang en kinderdagverblijven, waar zelfregulering kindermisbruik niet heeft kunnen voorkomen.

## Zelfregulering versus regulering
Bij veel vertrouwen in wetten en de overheid is er in het algemeen minder ruimte voor zelfregulering. Het omgekeerde geldt ook: hoe minder vertrouwen in de overheid, hoe meer ruimte voor zelfregulering. Beide zijn middelen om marktfalen tegen te gaan en hierdoor de maatschappelijke welvaart te verhogen.
Het onderscheid tussen regulering en zelfregulering is niet zwart en wit. Er bestaan vele grijze gebieden tussen beide. Soms is zelfregulering een aanvulling op overheidsregulering. De wetgever geeft dan de kaders aan waarbinnen de private partijen zelf met enige vrijheid hun gedrag kunnen reguleren, maar waarbij de overheid een belangrijke rol in de handhaving heeft. Dit is ook wel ‘’Wettelijk geconditioneerde zelfregulering’’ genoemd.
Zelfregulering kan ook een alternatief zijn voor overheidsregulering en deze overbodig maken. Zelfregulering kan ontstaan door anticipatie op wetgeving, met het voorkomen van overheidsingrijpen als doel. De overheid kan private partijen ook uitnodigen zelf tot regulering te komen. Soms dreigt de overheid hierbij met wetgeving voor als dit niet lukt. Maar ook als zelfregulering wel tot stand is gekomen, komt het regelmatig voor dat de overheid elementen uit de codes achteraf alsnog tot wetgeving verheft.

## Voor- en tegenstanders
Veel voorstanders van zelfregulering zijn te vinden zijn te vinden binnen het bedrijfsleven en het neo-liberalisme. Vanuit de beginselen van soevereiniteit in eigen kring en het subsidiariteitsbeginsel is ook een flink aantal christenen voorstander. Politiek links is in het algemeen eerder geneigd om kritischer te denken over zelfregulering.